# Мирская, Мария
Мария Мирская (настоящая фамилия — Ласковская) (пол. Maria Mirska; 1888, Варшава — 1945) — польская актриса театра и кино.

## Биография
Играла на сцене театров многих городов Польши. Во время Второй мировой войны выступала в театрах оккупированной Варшавы.
Сниматься в кино начала в 1911 году.

## Фильмография
- 1911 — Суд Божий / Sąd boży — Явдоха
- 1911 — История греха / Dzieje grzechu — Ева Побратинская
- 1912 — Кровавая судьба / Krwawa dola — Марыся Репа
- 1915 — Очарованный круг / Zaczarowane kolo
- 1917 — Бездна / Topiel — Людвика